# Crosby (Mississippi)
Crosby è una città (town) degli Stati Uniti d'America, situata nelle contee di Wilkinson e di Amite, nello Stato del Mississippi.

## Geografia fisica
La cittadina si trova in parte nella contea di Amite (per circa 3 km²) e in parte minore nella contea di Wilkinson (per circa 2,6 km²) dove però vive la maggior parte della popolazione.